# Claus Dierksmeier
Claus Dierksmeier (* 17. Mai 1971 in Pforzheim) ist ein deutscher Philosoph. Er ist Professor für Wirtschafts- und Globalisierungsethik und war von 2012 bis 2018 Direktor des Weltethos-Instituts an der Universität Tübingen. Zudem ist er als Strategieberater in Politik und Wirtschaft tätig.

## Werdegang
Nach seiner Dissertation im Jahre 1997 an der Universität Hamburg ging Dierksmeier an die Universität Jena, wo er sich 2002 habilitierte. Zwischen 2001 und 2002 war er als Gastdozent an Universitäten in Spanien, Uruguay und Argentinien tätig. 2002 wurde er Associated Professor am Institut für Philosophie des Stonehill College in Boston, wo 2011 die Beförderung zum Full Professor und die Ernennung zum „Distinguished Professor of Globalization Ethics“ erfolgte. Von 2011 bis 2012 war er Forschungsdirektor des Sustainable Management and Measurement Institutes (SUMMIT) am Stonehill College in Boston. Von 2012 bis 2018 war er Direktor des Weltethos-Instituts an der Universität Tübingen. Dort hat er seitdem einen Lehrstuhl für Wirtschafts- und Globalisierungsethik inne.
Dierksmeier ist ein Vorstand des internationalen Think-Tanks The Humanistic Management Network und Akademischer Direktor des Humanistic Management Center.  Er ist zudem Mitglied des von der Päpstlichen Akademie der Wissenschaften und dem Sustainable Development Solutions Network eingerichteten Ethics in Action Council for Sustainable and Integrale Development und ist außerdem im Beirat der Theodor-Heuss-Stiftung und im Vorstand der Aktionsgemeinschaft Soziale Marktwirtschaft tätig, sowie im Kuratorium des Kritischen Jahrbuchs der Philosophie. Im März 2018 wurde er in die Europäische Akademie der Wissenschaften und Künste berufen. Als Strategieberater hat er u. a. am Bruce Henderson Institut der Boston Consulting Group gearbeitet. Im Sommer 2018 übernahm Dierksmeier einen Lehrstuhl an der Universität Tübingen. Er hörte 2018 mit der Tätigkeit als Direktor des Weltethos-Instituts auf. Sein Nachfolger am Weltethos-Institut ist Ulrich Hemel.

## Forschungsschwerpunkte
Dierksmeier forscht und lehrt zu Wirtschafts- und Politikphilosophie sowie Globalisierungsethik. Eines seiner zentralen Interessenfelder ist das Konzept des Humanistic Management, das er durch zahlreiche Publikationen und Herausgeberschaften mitgeprägt hat. Diese Theorie kritisiert das ihrer Meinung nach mechanistische Menschenbild der neoklassischen Wirtschaftslehre und fordert eine Umorientierung hin zu einer humanistischen Managementtheorie und -praxis.
Grundlage eines solchen humanistischen Ansatzes ist für Dierksmeier die von ihm entwickelte Theorie der Qualitativen Freiheit. Diese Theorie verwirft die klassische Unterscheidung in positive und negative Freiheit. Stattdessen zeichnet sie die Ideengeschichte der Freiheit entlang der Unterscheidung zwischen quantitativer und qualitativer Freiheit nach. Quantitativ sind demnach Freiheitskonzeptionen, deren Hauptziel darin besteht, die Anzahl der Handlungsoptionen von Individuen zu maximieren; qualitativen Freiheitsentwürfen liegt dagegen eine (freiheitlich vorzunehmende) unterschiedliche Wertung verschiedener Optionen zugrunde, welche die Priorität bestimmter Freiheiten über andere zur Folge hat. Da diese Wertung verschiedener Freiheiten kultur- und gesellschaftsspezifisch unterschiedlich ausfallen kann, ist der Ansatz der qualitativen Freiheit offen für von Gesellschaft zu Gesellschaft differenzierte Freiheitsverständnisse, sofern diese auf der Basis eines freiheitlichen Verfahrens zustande kommen.

## Publikationen (Auswahl)

### Monographien
- Qualitative Freiheit – Selbstbestimmung in weltbürgerlicher Verantwortung. transcript Verlag, Bielefeld 2016, ISBN 978-3-8376-3477-8.
- Reframing Economic Ethics. The Philosophical Foundations of Humanistic Management. Palgrave Macmillan, London/New York 2016, ISBN 978-3-319-32299-5.

### Artikel
- Qualitative Freedom and Cosmopolitan Responsibility. In: Humanistic Management Journal, Band 2, Nr. 2, 2018, S. 109–123 (Zum Artikel).
- Practical Wisdom. Management's No Longer Forgotten Virtue mit Claudius Bachmann und André Habisch. In: Journal of Business Ethics, 12. Januar 2017, S. 1–19 (Zum Artikel).
- Cryptocurrencies and Business Ethics mit Peter Seele. In: Journal of Business Ethics, 13. August 2016, S. 1–14 (Zum Artikel).
- What is ‘Humanistic’ About Humanistic Management?. In: Humanistic Management Journal, Band 1, Nr. 1, 2016, S. 9–32 (Zum Artikel).
- Will the Real A. Smith Please Stand Up! mit Matthias P. Hühn. In: Journal of Business Ethics, Band 136, Nr. 1, 2016, S. 119–132 (Zum Artikel).
- Kant on Virtue. In: Journal of Business Ethics, Band 113, Nr. 4, 2013, S. 597–609 (Zum Artikel).
- The Freedom-Responsibility Nexus in Management Philosophy and Business Ethics. In: Journal of Business Ethics, Band 101, Nr. 2, 2011, S. 263–283 (Zum Artikel).
- Oikonomia versus Chrematistike. Aristotle on Wealth and Well-Being mit Michael Pirson. In: Journal of Business Ethics, Band 88, Nr. 3, 2009, S. 417–430 (Zum Artikel).